# 虹县 (唐朝)
虹县，中国古县名。在今安徽省宿州市、江苏省宿迁市交界处。
王莽时曾在五河县置虹县，后有废置。唐朝武德四年（621年），以夏丘县、谷阳县置仁州，又以夏丘县置虹县和龙亢县。时，虹县县治在今安徽省固镇县仁和集。貞觀八年（634年），仁州废，虹县改属泗州，县治迁至今安徽省泗县。元和四年（809年），新置宿州，虹县初为州治。
金朝时，虹县属泗州。元朝及明朝洪武初年，仍属泗州。洪武六年（1373年）七月，虹县改属中立府。次年，中立府改称凤阳府。洪武十一年（1378年），割虹县地予府治凤阳县。清朝初年，仍属凤阳府。雍正年间，凤阳府泗州升为泗州直隶州。此前，州治泗州城已没入洪泽湖中，寄治于盱眙县县城。乾隆四十二年（1777年），泗州直隶州徙治旧虹县县城，虹县由此裁撤。